# Iniciativa de Paz Árabe

Países que no reconocen al Estado de Israel. La Iniciativa de Paz Árabe propone el pleno reconocimiento de Israel por parte de los estados árabes a cambio de la retirada israelí de los territorios ocupados, una solución justa para los refugiados palestinos y la aceptación israelí del Estado de Palestina.

La Iniciativa de Paz Árabe (en árabe: مبادرة السلام العربية), también conocida como «Iniciativa Saudí», es una propuesta para poner fin al conflicto árabe-israelí que fue aprobada por la Liga Árabe en la Cumbre de Beirut de 2002, y que ha vuelto a ser aprobada en las cumbres de 2007 y 2017. La iniciativa propone la normalización de las relaciones y la firma de tratados de paz entre los 22 países árabes e Israel a cambio de que este último abandone los territorios que todavía mantiene ocupados desde 1967 y que pertenecen a Palestina (Cisjordania, la Franja de Gaza y Jerusalén Este), Siria (los Altos del Golán) y Líbano (las Granjas de Shebaa), así como de que se alcance una «solución justa» para el problema de los refugiados palestinos en base a la Resolución 194 de la Asamblea General de la ONU y la aceptación por parte de Israel de un Estado de Palestina con capital en Jerusalén Este.
El gobierno israelí, liderado por Ariel Sharón, rechazó la Iniciativa de Paz Árabe declarando que no tenía ninguna posibilidad de prosperar. Sharon criticó duramente el plan, al que calificó de la "conspiración árabe", y afirmó que no se podía aceptar la nueva iniciativa porque sustituiría a las resoluciones 242 y 338 de la ONU, que piden la retirada de Israel de los territorios ocupados y el comienzo de negociaciones bilaterales. Cuando la Liga Árabe volvió a aprobar su iniciativa en la cumbre de 2007, el primer ministro israelí del momento, Ehud Olmert, dio una bienvenida prudente al plan. En 2009, el entonces Presidente de Israel Shimon Peres, expresó su satisfacción por el "giro de 180 grados" en la actitud de los países árabes reflejada en la iniciativa saudí, aunque puntualizó: "Israel no tomó parte en la redacción de esta iniciativa. Por lo tanto, no tiene por qué estar de acuerdo con cada palabra."
Más recientemente, el primer ministro israelí Benjamín Netanyahu ha expresado un apoyo ambiguo a la iniciativa, afirmando que acepta la «idea general» con notables excepciones, en concreto su exigencia de que Israel abandone los Altos del Golán y acepte el retorno de los millones de refugiados palestinos que fueron expulsados o huyeron de la guerra en 1948 y a los que ya no se les permitió volver a Israel.
La Autoridad Nacional Palestina, que en 2002 estaba liderada por Yasser Arafat, abrazó inmediatamente la iniciativa. Su sucesor, Mahmoud Abbas, también apoyó el plan y pidió oficialmente al Presidente de los Estados Unidos Barack Obama que lo adoptase como parte de su política para Oriente Medio. Por su parte, el partido político palestino Hamás, ganador de las últimas elecciones democráticas palestinas en 2006, se encuentra profundamente dividido al respecto, aunque la mayoría de sus facciones rechazan el plan.

## La Iniciativa de Paz Árabe

### Contexto histórico
El 1 de septiembre de 1967, la cumbre de la Liga Árabe celebrada menos de tres meses después la aplastante victoria israelí en la Guerra de los Seis Días aprobó la Resolución de Jartum, que acordaba la política de los "tres noes" que habría de fijar las relaciones árabe-israelíes desde entonces: no a los acuerdos de paz, no al reconocimiento diplomático y no a las negociaciones con Israel. Menos de tres meses después, el 22 de noviembre de 1967, el Consejo de Seguridad de las Naciones Unidas aprobó su resolución 242, que exigía la retirada de Israel de los territorios recién conquistados y recordaba «la inadmisibilidad de la adquisición de territorio por la fuerza», a la vez que pedía impulsar la normalización de la relación de Israel con los estados árabes.
Como la mayoría de los planes de paz propuestos desde 1967 para el conflicto árabe-israelí, la Iniciativa de Paz Árabe se basa en la resolución 242 del Consejo de Seguridad de la ONU. La Iniciativa llegó tras el fracaso de las conversaciones de paz de Camp David en julio del año 2000 y el estallido de la Segunda Intifada en septiembre de ese mismo año. En el otoño de 2002, la administración Bush trató de impulsar con fuerza un alto el fuego provisional de la intifada para dar margen a una posibilidad de acuerdo en la Cumbre de Beirut, pero dichos esfuerzos no llegaron a buen puerto. Aun así, la presencia en Israel del negociador estadounidense Anthony Zinni supuso un periodo de calma en las dos semanas previas a la cumbre. De esta manera, la administración Bush trataba de desviar la atención de la crisis del desarme de Irak que acabaría desembocando en la invasión de Irak de 2003. Algunos periodistas se mostraron escépticos sobre las posibilidades de éxito de la cumbre. Robert Fisk explicó que la ausencia del dictador egipcio Hosni Mubarak y del rey Abdalá II de Jordania se debía a que "pueden oler una rata muerta a una gran distancia." El 14 de marzo, el analista Shai Feldman declaró en The News Hour with Jim Lehrer que «hay poca esperanza de que las negociaciones despeguen o de que lleguen a tener éxito a la hora de conseguir una salida negociada entre ambos bandos», refiriéndose a Palestina e Israel. Aun así, el columnista y premio Pulitzer Thomas Friedman se encontró en febrero de 2002 con el heredero al trono saudí, el príncipe Abdalá, y le animó personalmente a presentar la propuesta de paz.

### Cumbre de la Liga Árabe de 2002

#### La cumbre

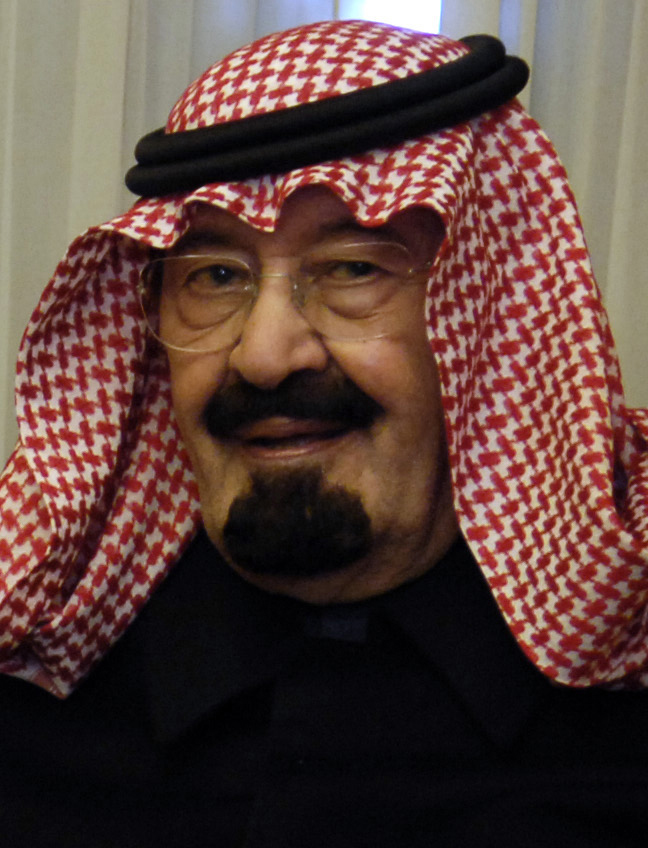
El rey Abdalá de Arabia Saudí, autor de la Iniciativa de Paz Árabe.

Sólo diez de los veintidós dirigentesde la Liga Árabe invitados a la Cumbre de Beirut del 27 de marzo acudieron. Entre los ausentes se contaban el presidente palestino Yasir Arafat, a quien Israel había prohibido viajar, el presidente de Egipto Hosni Mubarak, que decidió no viajar en solidaridad con Arafat, y el rey Abdalá II de Jordania, que adujo problemas de salud. El gobierno de Ariel Sharón, a pesar de las presiones estadounidenses y europeas, había advertido a Yaser Arafat que si acudía a la cumbre no le permitiría regresar y, de hecho, dos días después comenzó el asedio de la Muqataa, en la que Arafat estuvo bajo asedio de las tropas israelíes hasta el 2 de mayo.  
El heredero saudí, el príncipe Abdalá, pronunció un discurso ante la Liga Árabe una vez aprobada la iniciativa, declarando:

«A pesar de todo lo que ha sucedido y lo que todavía podría suceder, el principal asunto en el corazón y en la mente de cada persona en nuestra nación árabe islámica es la restauración de los derechos legítimos de Palestina, Siria y Líbano. (…) Creemos en la toma de las armas en defensa propia y para evitar la agresión. Pero también creemos en la paz cuando esta se basa en la justicia y la igualdad, y cuando consigue el final de un conflicto. Solo en el contexto de una paz verdadera pueden florecer unas relaciones normales entre las gentes de la región y así permitir a la región buscar el desarrollo en lugar de la guerra. A la vista de todo esto, y con vuestro apoyo y el del Todopoderoso, propongo que la cumbre árabe apruebe una iniciativa clara y unánime dirigida al Consejo de Seguridad de las Naciones Unidas y basada en dos principios básicos: relaciones normalizadas y seguridad para Israel a cambio de una retirada completa de todos los territorios árabes ocupados, el reconocimiento de un Estado de Palestina independiente con Al-Quds al-Sharif como capital, y el retorno de los refugiados».

La iniciativa hace alusión a la resolución 194 de la Asamblea General de las Naciones Unidas, que enfatiza la importancia del retorno de los refugiados palestinos a Israel. Sin embargo, buscando una redacción de compromiso, la iniciativa afirma que la Liga Árabe apoya cualquier acuerdo negociado entre Israel y Palestina y no menciona el término «derecho de retorno».

#### La Declaración de Beirut
El texto íntegro de la Iniciativa de Paz Árabe está recogido en la denominada Declaración de Beirut, firmada por los países miembros de la Liga Árabe y leída por el ministro de Cultura libanés Ghassan Salameh el 27 de marzo de 2002:

El Consejo de la Liga de Estados Árabes en esta cumbre, en su decimocuarta sesión ordinaria: 

Reafirmando la resolución aprobada en junio de 1996 en la cumbre árabe extraordinaria de El Cairo, según la cual una paz justa y completa en Oriente Medio es la opción estratégica de los países árabes, que será alcanzada de acuerdo con la legalidad internacional y que requeriría un compromiso comparable por parte del gobierno israelí; 
Habiendo escuchado las afirmaciones hechas por Su Alteza Real, el Príncipe Abdalá Bin Abdulaziz, Príncipe Heredero del Reino de Arabia Saudí, en las que Su Alteza presenta su iniciativa, llamando a la retirada completa de Israel de todos los territorios árabes ocupados desde junio de 1967, en cumplimiento de las resoluciones 242 y 338 del Consejo de Seguridad de las Naciones Unidas, reafirmadas por la Conferencia de Paz de Madrid de 1991, y el principio de tierra por paz; y a la aceptación por parte de Israel de un Estado de Palestina independiente, con Jerusalén Este como su capital, a cambio del establecimiento de relaciones normales en el contexto de un acuerdo de paz definitivo con Israel; 
Emanando de la convicción de los Estados árabes de que una solución militar al conflicto no conseguirá la paz ni proporcionará seguridad a las partes, el Consejo: 
1. Solicita a Israel que reconsidere sus políticas y que declare que una paz justa es también su opción estratégica.
2. Llama a Israel a que se comprometa a:  
  1. La completa retirada israelí de todos los territorios ocupados desde 1967, incluidos los Altos del Golán, a las fronteras del 4 de junio de 1967, así como del resto de territorios libaneses ocupados al sur del Líbano.
  2. La consecución de una solución justa para el problema de los refugiados palestinos de acuerdo con la resolución 194 de la Asamblea General de las Naciones Unidas.
  3. La aceptación del establecimiento de un Estado de Palestina soberano e independiente en los territorios palestinos ocupados desde el 4 de junio de 1967 en Cisjordania y la Franja de Gaza, con Jerusalén Este como su capital.

3. En consecuencia, los Estados árabes se comprometen a lo siguiente: 
  1. Dar por terminado el conflicto árabe-israelí y firmar un acuerdo de paz con Israel, y proporcionar seguridad para todos los Estados de la región.
  2. Establecer relaciones normales con Israel en el contexto de una paz definitiva.

4. Afirma su rechazo a todo tipo de naturalización de los refugiados palestinos que entre en conflicto con las especiales circunstancias de los Estados árabes que los alojan.
5. Llama al gobierno de Israel y a todos los israelíes a aceptar esta iniciativa para salvaguardar la perspectiva de la paz y para detener el derramamiento de sangre, permitiendo a los países árabes y a Israel vivir en paz y en buena vecindad y otorgando seguridad, estabilidad y prosperidad a las futuras generaciones.
6. Invita a la comunidad internacional y todos los países y organizaciones a apoyar esta iniciativa.
7. Pide al Presidente de la Cumbre que forme un comité especial compuesto por algunos de los Estados miembros y por el Secretario General de la Liga Árabe para iniciar los contactos necesarios para conseguir apoyos para esta iniciativa a todos los niveles, y en especial en las Naciones Unidas, el Consejo de Seguridad, los Estados Unidos, la Federación Rusa, los Estados musulmanes y la Unión Europea.

## Historia de la Iniciativa

### Problemas iniciales

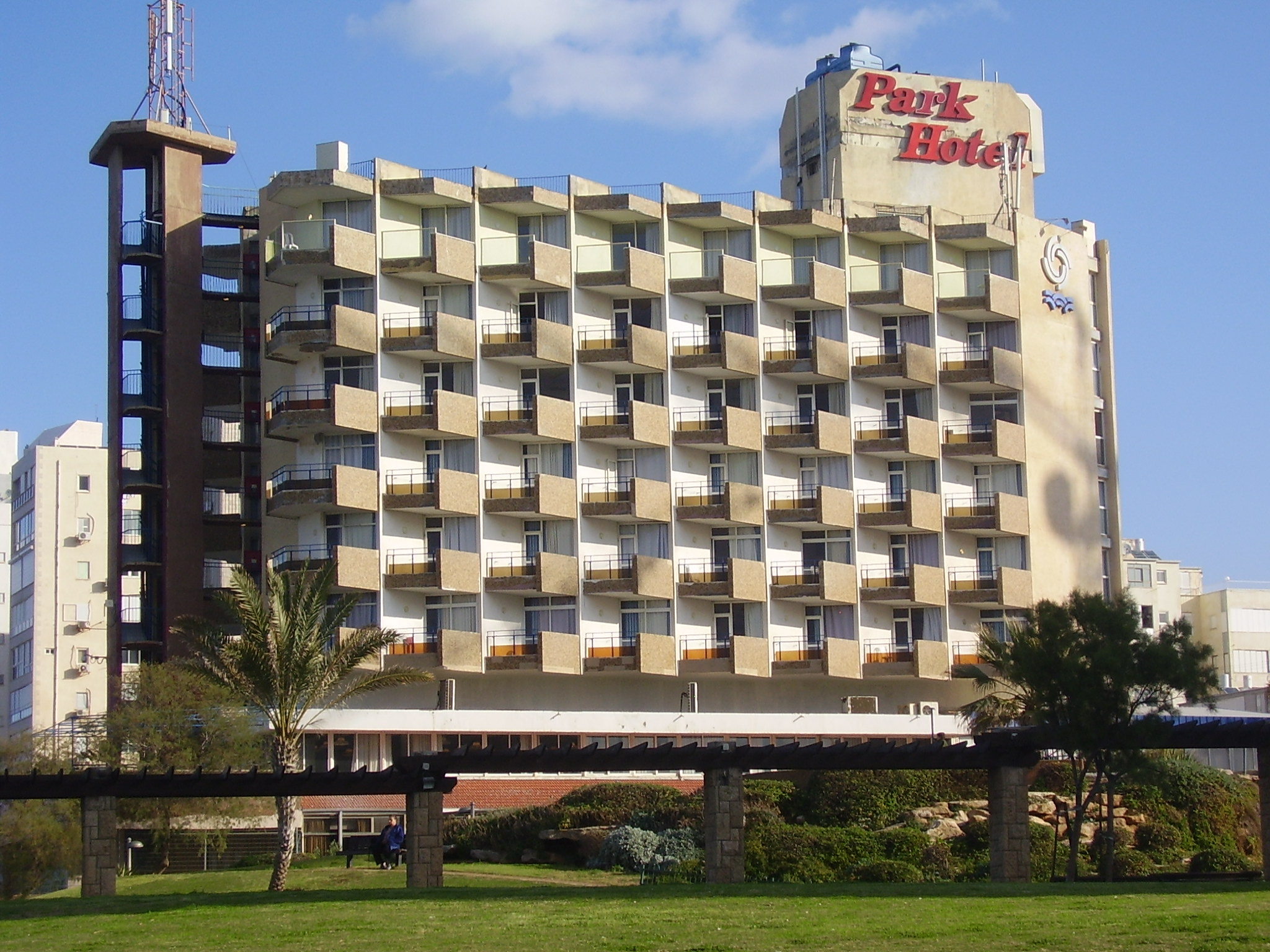
Hotel Park de Netanya, escenario de un atentado palestino que dejó 30 víctimas mortales israelíes el mismo día de la cumbre.

Aunque la iniciativa se adoptó por unanimidad, hubo cierto debate sobre una serie de puntos. Los líderes de la cumbre se encontraron una enconada oposición por parte del gobierno sirio, que deseaba que se especificase el derecho de los palestinos a la lucha armada. También se quejó del uso del término “normalización” e insistió en que este tipo de ofertas eran demasiado generosas con Israel. Por su parte, el gobierno del Líbano expresó su preocupación por la posibilidad de que algunos de los refugiados palestinos que viven allí intentaran establecerse en el país, algo a lo que se opone con firmeza, por lo que el presidente libanés Émile Lahoud pidió que se reflejase en la Iniciativa la constitución libanesa, que rechaza el asentamiento definitivo de los refugiados palestinos en su país. El dictador libio Muamar el Gadafi mostró su oposición al plan por considerarlo un "chollo" para Israel, aunque finalmente no se desmarcó del conjunto de países árabes que presentaron la Iniciativa.

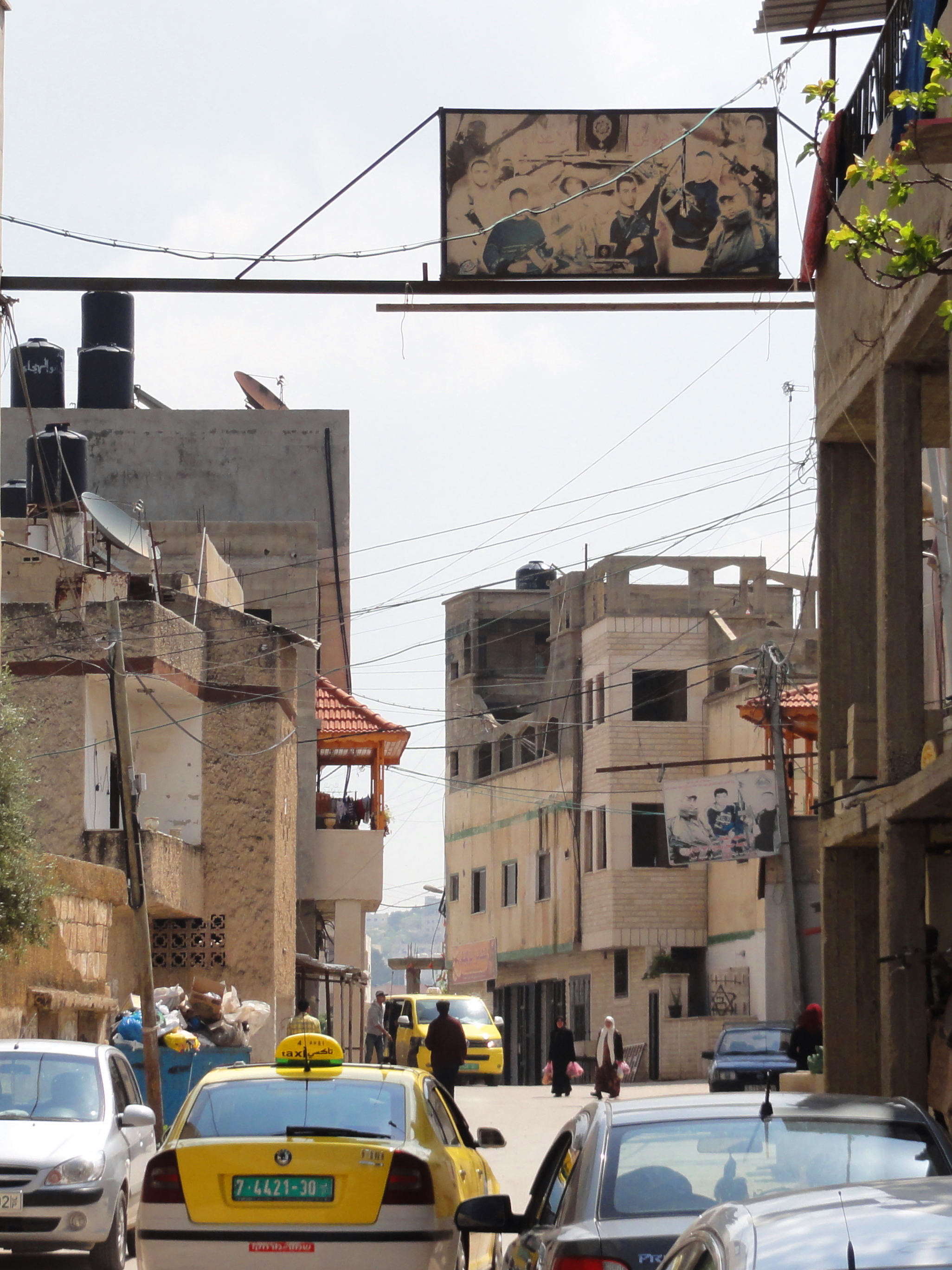
Campamento de refugiados de Yenín. Días después del atentado de Netanya, Israel lanzó una sangrienta operación en el campamento que aumentó la tensión.

La Iniciativa de Paz Árabe llegó en uno de los meses más sangrientos de toda la Segunda Intifada. Tan solo en el mes de marzo de 2002, el ejército y los colonos israelíes mataron a 230 palestinos, mientras que las distintas milicias palestinas mataron a 116 israelíes: 39 militares y 77 civiles. El 21 de marzo, un niño palestino de 4 años había sido abatido por soldados israelíes en el campamento de Rafah, en la Franja de Gaza, mientras que el mismo día de la cumbre tuvo lugar un atentado contra el Hotel Park de la ciudad israelí de Netanya que costó la vida a 30 civiles, la mayoría de ellos ancianos. El líder de Hamás, el jeque Ahmed Yassin, declaró que este ataque había mandado “un mensaje a la cumbre árabe para confirmar que el pueblo palestino continúa su lucha por la tierra y en defensa de sí mismo, independientemente de las medidas que adopte el enemigo”. Un portavoz de la Liga Árabe descartó la posibilidad de que el atentado se hubiese planificado para hacer fracasar la cumbre de Beirut.
La Autoridad Nacional Palestina condenó el atentado y el propio Arafat ordenó el arresto de multitud de milicianos de Hamás, la Yihad Islámica y las Brigadas de los Mártires de Al-Aqsa. Sin embargo, Ariel Sharon culpó a Arafat del ataque. El príncipe saudí Abdalá también condenó el ataque, tras lo que declaró “deseo terminar esto diciéndole al pueblo israelí que si su gobierno detuviese sus métodos violentos y destructivos y acordase una paz verdadera, nosotros no dudaremos en aceptar que Israel debe vivir en paz con el resto de las naciones de la región”.
El Secretario de Estado de los Estados Unidos Colin Powell declaró que el atentado de Netanya suponía un paso atrás en el proceso de paz, pero prometió continuar con los esfuerzos. Sin embargo, un portavoz del gobierno israelí declaró “no habrá ninguna negociación bajo fuego”. El 2 de abril, Israel desencadenó un sangriento asalto al campamento de refugiados de Yenín que se saldó con la muerte de más de 50 palestinos (de los que al menos 22 eran civiles) y 23 soldados israelíes, y con la condena de Amnistía Internacional y Human Rights Watch, que calificaron las acciones del ejército israelí de crímenes de guerra.
La escalada de violencia hizo que los esfuerzos de paz presentes en la Iniciativa de Paz Árabe palidecieran. Desde entonces, y a pesar de la variada respuesta que obtuvo de la sociedad israelí, esta iniciativa ha permanecido olvidada entre los israelíes, con tan solo algunos comentarios a su favor desde entonces. El resurgir de los combates derivados de la Segunda Intifada llevó al Consejo de Seguridad de las Naciones Unidas a aprobar su resolución 1402, que criticaba duramente a ambos bandos llamando “a ambas partes a acceder inmediatamente a un alto el fuego significativo; llama a la retirada de las tropas israelíes de las ciudades palestinas, incluida Ramala; y llama a las partes a cooperar con el Enviado Especial Zinni, y con otros, para implementar el plan de seguridad Tenet como un primer paso hacia la implementación de las recomendaciones del Informe Mitchell, con el objeto de reanudar las negociaciones para un acuerdo político”.

### Segunda aprobación de la iniciativa: Cumbre de Riad de 2007

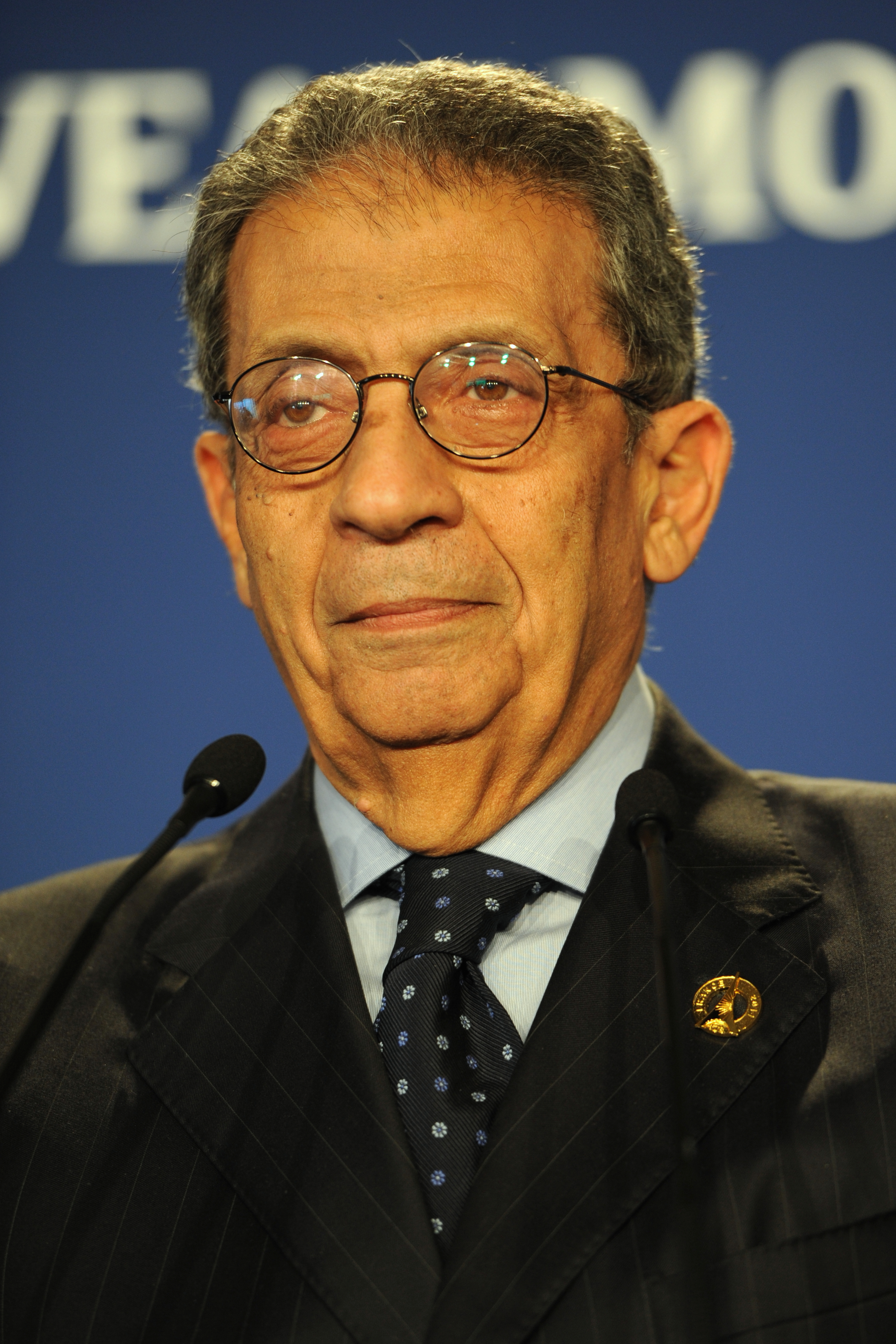
Amr Musa

Del 28 al 29 de marzo de 2007, los líderes de todos los países que conforman la Liga Árabe (con la excepción de Libia) atendieron a la Cumbre de Riad, en la capital de Arabia Saudí. La iniciativa volvió a ser aprobada por todos los miembros de la Liga menos por Palestina, representada por el entonces primer ministro Ismail Haniya, que se abstuvo. En cambio, el presidente de la Autoridad Nacional Palestina, Mahmoud Abbas, votó a favor. La iniciativa aprobada en 2007 era idéntica a la ya aprobada en 2002, dado que hasta la misma víspera de la Cumbre los distintos miembros participantes en la misma se negaron a alterar parte alguna de la iniciativa. El presidente de la Liga Árabe, Amr Musa, declaró que el conflicto palestino-israelí se encontraba en una encrucijada en la que “o avanzamos hacia una paz real o veremos una escalada de violencia en la situación actual”.
Durante la cumbre, el rey Abdalá denunció la ocupación estadounidense de Irak, quizá en respuesta a unas declaraciones de la Secretaria de Estado estadounidense Condoleezza Rice en las que exigía al mundo árabe que “empezase a contactar con Israel”. Abdalá también pidió el fin del bloque israelí de la Franja de Gaza, declarando que «se hace necesario terminar lo antes posible el bloqueo injusto impuesto sobre el pueblo palestino para que el proceso de paz pueda avanzar en una atmósfera lejos de la opresión y de la fuerza». Los gobiernos estadounidense e israelí habían estado presionando duramente a los estados árabes para que cortasen su apoyo a Hamás antes del comienzo de la cumbre.

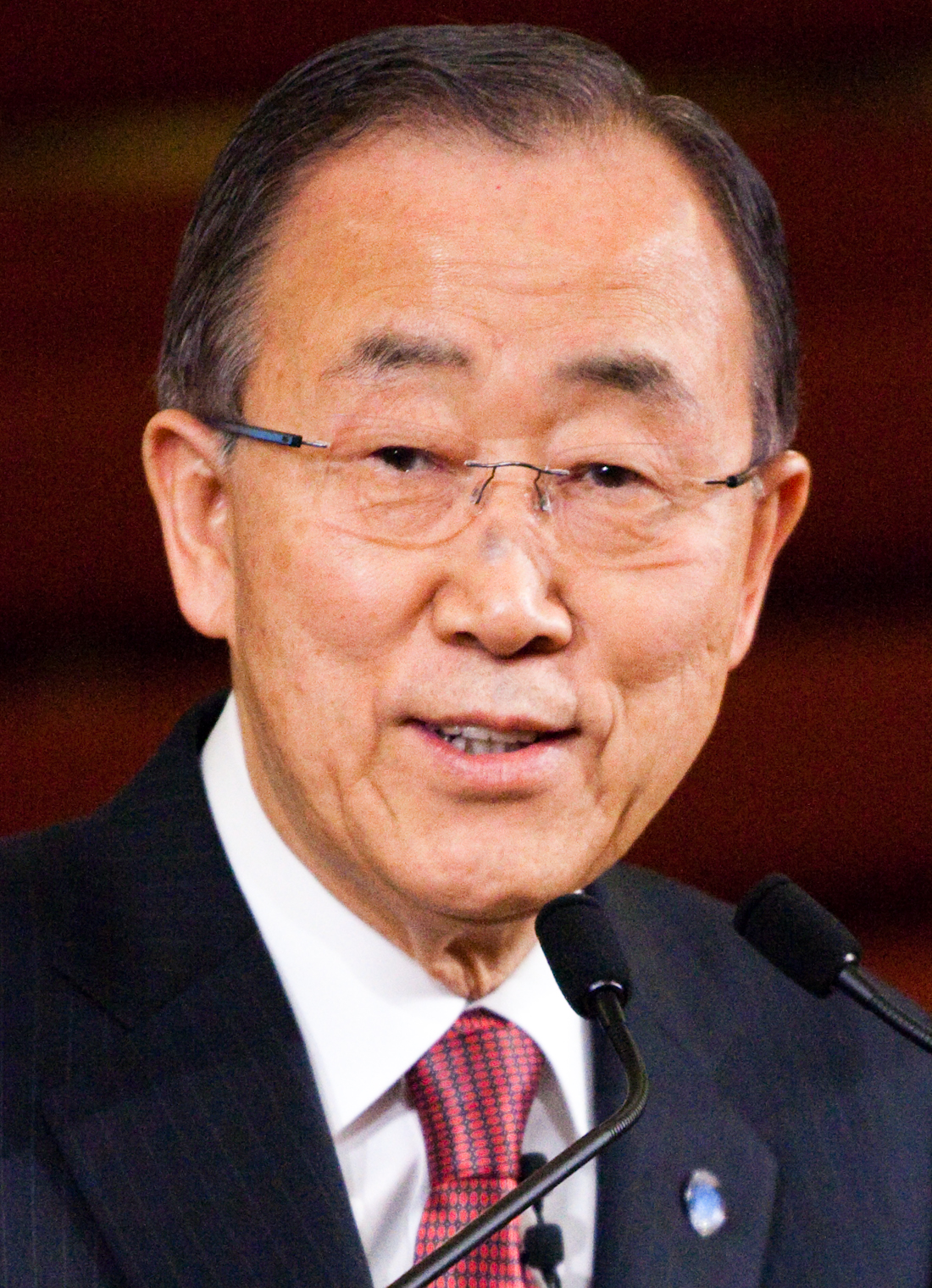
Ban Ki-moon

El Secretario General de las Naciones Unidas, Ban Ki-moon, participó en la cumbre y declaró “la Iniciativa de Paz Árabe es uno de los pilares del proceso de paz (…). Envía un mensaje sobre la seriedad de los árabe en su propósito de alcanzar la paz”. El jefe de la política exterior de la Unión Europea, Javier Solana, siguió los acontecimientos y expresó el apoyo de la Unión Europea a la decisión de volver a aprobar la iniciativa, declarando que “no estar a la altura de los desafíos actuales hará que Oriente Medio se arriesgue a perder el tren del desarrollo humano y económico”. Destacó que la iniciativa era una propuesta para futuras negociaciones y no un ultimátum que ambas partes debían tomar o dejar.
El jefe negociador palestino, Saeb Erekat, se negó a aceptar nada que no fuese la Iniciativa de Paz Árabe, descartando cualquier negociación que pudiese alterarla. En cambio, el ministro saudí de Asuntos Exteriores, Saudi al-Faisal, declaró que los miembros de la Liga Árabe deben «tomar nota de los nuevos acontecimientos, que requieren añadir y desarrollar partes de lo que se ha ofrecido».

### La Iniciativa desde 2007
El 30 de abril de 2013, la Liga Árabe volvió a aprobar la iniciativa de paz con algunos pequeños cambios y actualizaciones, entre los que destacan la puntualización de que el acuerdo de paz palestino-israelí deberá estar basado en la solución de dos estados conforme a las fronteras del 4 de junio de 1967, con la posibilidad de intercambios territoriales menores entre Israel y Palestina siempre que estos sean comparables y hayan sido alcanzados de mutuo acuerdo.
En julio de 2016, el ministro de Asuntos Exteriores egipcio Sameh Shoukry viajó a Jerusalén para discutir la Iniciativa de Paz Árabe con el entonces Primer Ministro y ministro de Asuntos Exteriores israelí Benjamin Netanyahu. Sin embargo, Netanyahu rechazó el plan exigiendo modificaciones “para adaptar el plan árabe a los cambios registrados desde 2002”.

## Reacciones

### Estados Unidos

Barack Obama

En un principio, la administración Bush apoyó la iniciativa con entusiasmo. El portavoz de George W. Bush, Ari Fleischer, declaró que “el presidente alabó las ideas del príncipe heredero [saudí] con respecto a una normalización completa árabe-israelí una vez que se alcance un acuerdo de paz pleno”. Sin embargo, Bush declaró poco después que la Iniciativa solo podría implementarse tras un cese completo de los ataques terroristas contra Israel. 
Su sucesor, Barack Obama, alabó durante los primeros días de su presidencia el espíritu de la iniciativa, aunque no dio su apoyo a los detalles de la misma. El 27 de enero de 2009, en una entrevista con Al-Arabiya, Obama afirmó: “Mira la propuesta que avanzó el rey Abdalá de Arabia Saudí. Puede que no esté de acuerdo con cada punto de la propuesta, pero hizo falta mucho coraje para lanzar una propuesta tan significativa como esa. Creo que hay ideas en la región sobre cómo podríamos alcanzar la paz”.
George J. Mitchell, que por entonces era Enviado Especial de los Estados Unidos a Oriente Medio, anunció en marzo de 2009 que la administración del presidente Obama tenía la intención de “incorporar” la Iniciativa de Paz Árabe a su política para Oriente Medio.

### Israel
Las reacciones de los diversos representantes israelíes han ido de lo positivo a lo negativo, en ocasiones adoptando posturas neutrales. Cuando la Iniciativa de Paz Árabe vio la luz en 2002, el gobierno israelí la rechazó porque podría suponer el regreso de un gran número de refugiados palestinos a Israel. Israel manifestó sus reservas en torno a “líneas rojas” sobre las cuales afirmó categóricamente que no negociaría: el derecho de retorno de los refugiados palestinos, el estatus de Jerusalén y los aspectos de seguridad. Los representantes israelíes han afirmado que, en caso de que regresaran a Israel los cientos de miles de palestinos que fueron expulsados o huyeron ante el avance de las tropas israelíes en la guerra árabe-israelí de 1948 (así como sus descendientes), Israel se transformaría en un estado árabe. Otra de las líneas rojas de Israel tiene que ver con la situación de Jerusalén, que según la resolución 181 II de la Asamblea General de las Naciones Unidas (la que originó el nacimiento de Israel), debía convertirse en un corpus separatum bajo administración internacional. Sin embargo, como resultado de la guerra de 1948, Israel ocupó la parte occidental de la ciudad y Jordania la parte oriental. Tras la victoria israelí en la Guerra de los Seis Días de 1967, Israel ocupó la parte oriental de la ciudad y declaró Jerusalén su “capital eterna e indivisible”, anexionándosela oficialmente en 1980 en un movimiento que ningún país del mundo ha reconocido y que ha sido condenado por múltiples resoluciones de las Naciones Unidas. Pese a todo, Israel considera Jerusalén innegociable por los lazos históricos y religiosos que tiene la ciudad con el judaísmo, y en especial el Monte del Templo, que se encuentra en la Jerusalén Este ocupada. Otra preocupación israelí tiene que ver con el hipotético riesgo que supondría una retirada completa a sus fronteras reconocidas internacionalmente, la conocida como Línea Verde, lo que algunos afirman que haría a Israel más vulnerable a ataques enemigos. 
Las “líneas rojas” que Israel encuentra en la Iniciativa de Paz Árabe, que debe ser aceptada antes de que se pueda desarrollar diálogo alguno, han supuesto un auténtico muro para los gobiernos israelíes, por lo que Israel solicitó rectificaciones de la Iniciativa tras la cumbre de 2002. El atentado en la ciudad de Netanya restó mucha visibilidad a la iniciativa, haciéndola descarrilar desde sus comienzos.
La cadena británica BBC News informó en 2007 que la segunda aprobación de la iniciativa, ocurrida dicho año, generó una respuesta más positiva de la que el gobierno israelí ofreció inicialmente en 2002, que había sido «rechazada (…) directamente después de su primera aprobación». Israel intentó lanzar una contrapropuesta en mayo de 2007 para solucionar estos aspectos controvertidos, y el portavoz del ministro de Asuntos Exteriores israelí declaró: «Israel no tiene interés en un estancamiento y, desafortunadamente, si la iniciativa árabe es un tómalo o déjalo, esa será una receta para el estancamiento». El progreso en el proceso de paz permaneció estancado hasta que Israel comenzó a reconsiderar seriamente la oferta en octubre de 2008 pero, hasta la fecha, ambos bandos han sido incapaces de alcanzar un acuerdo definitivo.
En cuanto a la opinión pública israelí, el Oxford Research Group informó de que sus opiniones iban «desde aquellos que nunca han oído hablar de ella hasta aquellos que no se creen una palabra de ella». Una encuesta realizada entre noviembre y diciembre de 2008 por el Palestine Center for Policy and Survey Research de Ramala y por el Harry S. Truman Research Institute for the Advancement of Peace de Jerusalén descubrió que el 36% de los israelíes apoyan la iniciativa. Una encuesta del Angus Reid Global Monitor llevada a cabo en junio de 2008 desveló que en torno al 67% de los palestinos y el 39% de los israelíes daban su apoyo a la iniciativa.

#### Opiniones de políticos israelíes

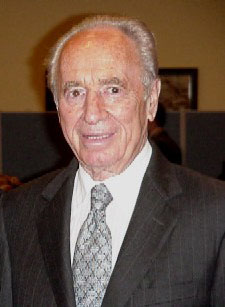
Simon Peres

El día después de su aprobación, el 28 de marzo de 2002, el ministro de Asuntos Exteriores de Israel, Simon Peres, calificó la iniciativa de positiva pero condicionó las negociaciones en torno a ella a la finalización de los ataques palestinos de la Segunda Intifada. En 2008, ya terminada la Segunda Intifada, Simon Peres reiteró su apoyo a la Iniciativa ante la Asamblea General de las Naciones Unidas, calificando sus palabras iniciales de «inspiradoras y prometedoras; un inicio serio para un progreso real». En 2009, ya Presidente de Israel, declaró en una conferencia ante el lobby proisraelí AIPAC: «A aquellos que todavía mantienen el puño cerrado solo tengo una palabra que decirles: suficiente. Suficiente guerra. Suficiente destrucción. Suficiente odio. Ahora es el momento del cambio». Pese a todo, marcó distancias con la iniciativa recordando que «Israel no tomó parte en la redacción de esta iniciativa. Por lo tanto, no tiene que estar de acuerdo con cada palabra».

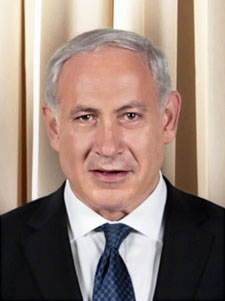
Benjamin Netanyahu

En marzo de 2007, el portavoz del Likud declaró que su país nunca aceptará el retorno de los refugiados que vivían en el territorio de Israel antes de 1967 porque esto pondría en riesgo el carácter judío del Estado. Ese mismo mes, el primer ministro israelí Ehud Ólmer declaró: «Nunca aceptaré una solución que se base en su vuelta a Israel, en el número que sea». Sin embargo, Olmert también calificó la iniciativa de un «cambio revolucionario» y un mes después se mostró dispuesto a debatirla con representantes de la Liga Árabe.
El primer ministro israelí, Benjamín Netanyahu, rechazó la propuesta en 2007, cuando era jefe de la oposición israelí. En 2015, sin embargo, declaró que «hay aspectos positivos y aspectos negativos en ella», tras lo que afirmó que, aunque habían transcurrido 13 años ya desde que fuera propuesta, «la idea general, intentar alcanzar un entendimiento con los principales países árabes, es una buena idea».
El entonces ministro de Asuntos Exteriores y vice primer ministro, Avigdor Lieberman, declaró en abril de 2009 que la Iniciativa de Paz Árabe era «una propuesta peligrosa, una receta para la destrucción de Israel». La también exministra de Asuntos Exteriores israelí Tzipi Livni se ha distanciado de la iniciativa por su innegociable oposición al retorno de los refugiados palestinos.
Shlomo Ben Ami, exministro de Asuntos Exteriores de Israel, se mostró favorable a la Iniciativa de Paz Árabe en un artículo publicado en el diario EL PAÍS: “La promesa de un acuerdo regional que ofrezca a Israel la necesaria garantía de seguridad —sin mencionar un impulso considerable a su posición internacional— haría que las dolorosas concesiones, que incluyen compromisos sobre las fronteras y Jerusalén, críticas para la creación de un Estado palestino, fuesen más digeribles para los líderes israelíes. Quienes impulsaron la Iniciativa de Paz Árabe en 2002 entendieron esto”. La coalición de izquierdas Meretz ha aceptado y adoptado la Iniciativa de Paz Árabe.

#### Opiniones de periodistas israelíes

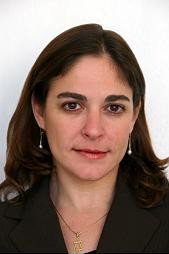
Caroline Glick

Yossi Alpher, escritor y exasesor del primer ministro israelí Ehud Barak, declaró en noviembre de 2008: “La iniciativa es única en cuanto a la gran recompensa que ofrece a Israel y, en lo referente a los refugiados, tanto por la ausencia de cualquier mención al derecho de retorno y como al reconocimiento de que Israel debe dar su opinión ante cualquier acuerdo alcanzado. Representa un enorme progreso con respecto a 1967”.
Por su parte, la periodista ultraderechista israeloestadounidense Caroline B. Glick, que en 2007 era editora del diario conservador israelí The Jerusalem Post, escribió que “no hay absolutamente ninguna posibilidad de que la Iniciativa Saudí traiga la paz” y, con las mismas palabras que dos años después usaría Lieberman, calificó la iniciativa de “una receta para la destrucción de Israel”.
El periodista de Haaretz Jack Khoury, israelí de origen palestino, escribió el 12 de julio de 2018 que la Iniciativa de Paz Árabe era “el auténtico acuerdo del siglo”, en referencia al supuesto plan de paz que el presidente estadounidense Donald Trump ha estado anunciando desde su llegada al poder. Khoury describe el contexto en el que fue aprobada la iniciativa de la siguiente manera: “En 2002, en el cénit de la Segunda Intifada, los miembros de la Liga Árabe aprobaron la iniciativa de paz saudí. Yaser Arafat estaba bajo asedio en su complejo presidencial en Ramala, pero incluso aislado como estaba, ningún líder árabe se atrevió a desafiar los principios nacionales de los palestinos, tal y como demostró la Iniciativa de Paz Árabe.”

### Palestina
Las encuestas realizadas entre la población palestina han demostrado un gran apoyo a la Iniciativa de Paz Árabe. Aunque dicho apoyo decreció un poco tras la Guerra de Gaza de 2008-2009, la gran mayoría de los palestinos siguen a favor de ella.

#### Autoridad Nacional Palestina

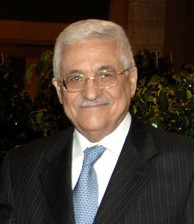
Mahmoud Abbas

La Iniciativa de Paz Árabe ha recibido el apoyo incondicional de Mahmoud Abbas y de la Autoridad Nacional Palestina, que incluso adoptó la medida sin precedentes de colocar anuncios en diarios israelíes para promocionarla. El 20 de noviembre de 2008, la Autoridad Nacional Palestina publicó anuncios a toda página en los cuatro principales diarios israelíes, que reprodujeron el texto de la Iniciativa completo y en hebreo, tras lo que se añadía; «57 países árabes y/o musulmanes establecerán lazos diplomáticos y normalizarán sus relaciones con Israel a cambio de un acuerdo de paz completo y del fin de la ocupación». Sin embargo, una encuesta realizada al mes siguiente por el Palestinian Center for Policy and Survey Research de Ramala y por el Harry S. Truman Research Institute for the Advancement of Peace de Jerusalén concluyó que solo el 25% de los israelíes habían visto los anuncios y solo el 14% llegó a leer lo que decían. La ONG israelí Paz Ahora realizó una campaña similar en la prensa palestina poco después.
Tras la cumbre de la Liga Árabe de 2007, en la que la Iniciativa fue aceptada de nuevo, Mahmoud Abbas declaró: “Esta iniciativa le dice simplemente a Israel: abandona los territorios ocupados y vivirás en un mar de paz que comienza en Nuakchot y termina en Indonesia”. El principal negociador palestino, Saeb Erekat, también ha declarado su pleno apoyo a la Iniciativa de Paz Árabe y ha urgido a Israel a aceptarla en numerosas ocasiones. En 2008, por ejemplo, Erekat declaró: “Creo que Israel debería haberlo hecho [aceptar la iniciativa] desde 2002. Es la iniciativa más estratégica que ha llegado del mundo árabe desde 1948. (…) Les insto a reconsiderar esta iniciativa y a apoyarla porque así acortarán el camino hacia la paz”.
En el contexto del presunto acuerdo de paz promovido por el presidente estadounidense Donald Trump, Mahmoud Abbas volvió a declarar el 1 de abril de 2017 que la Iniciativa de Paz Árabe era el único plan de paz diplomático sobre la mesa, «sin cambiar, sin siquiera retocada».

#### Hamás

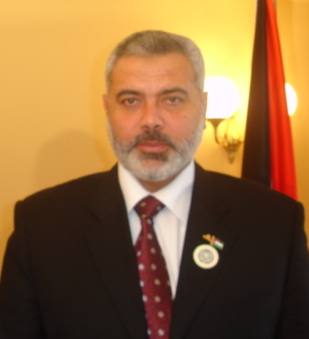
Ismail Haniya

Desde sus primeros días allá por 2002, la Iniciativa de Paz Árabe ha dividido profundamente a Hamás. En aquella época, en plena Segunda Intifada, Hamás se negaba no solo a la paz sino también a cualquier tipo de negociación con Israel; de hecho, fueron miembros de las Brigadas de Ezzeldin Al-Qassam, el brazo armado de Hamás, los que llevaron a cabo el ataque contra el Hotel Park de Netanya que dejó 30 civiles muertos el mismo día en que la Iniciativa fue aprobada. La administración oficial de Hamás nunca reconoció la Iniciativa, lo cual los alejó de las posturas de los miembros de la Liga Árabe más próximos a Israel, como Egipto y Jordania. Una de las condiciones impuestas por Mahmud Abás para la creación de un gobierno de unidad nacional con Hamás tras las elecciones de 2006 fue que este partido aceptase la Iniciativa, algo que no llegó nunca a conseguir.
Sin embargo, en abril de 2002, el portavoz de Hamás Ismail Abu Shanab declaró a The San Francisco Chronicle que su partido la aceptaría, añadiendo que “sería satisfactorio para todas las milicias palestinas poder parar y construir nuestro Estado, estar ocupados en nuestros propios asuntos y tener una buena relación de vecindad con los israelíes”. Los periodistas que realizaron la entrevista no pudieron confirmar si sus palabras representaban la opinión de toda la organización o eran a título personal. El 1 de junio de 2006, unos meses después de su victoria en las elecciones palestinas, el ministro de Asuntos Exteriores palestino y miembro de Hamás, Mahmoud al-Zahar, declaró que su organización rechaza la iniciativa por considerarla poco práctica. En octubre de ese mismo año, el Primer Ministro palestino Ismail Haniya declaró que “el problema de la Iniciativa de Paz Árabe es que incluye el reconocimiento del Estado de Israel, y eso es algo que el gobierno palestino rechaza”, tras lo cual rechazó la Iniciativa. Ese mismo mes, Mahmoud al-Zahar declaró: “Hamás nunca cambiará su opinión, no importa cuanta presión se ejerza” y “nosotros nunca reconoceremos la Iniciativa de Paz Árabe”.

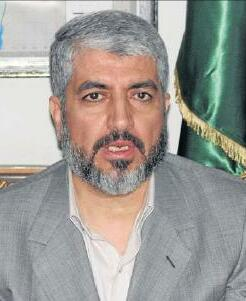
Khaled Meshaal

Tras el relanzamiento de la Iniciativa en 2007, Hamás siguió estando igual de dividido en torno a ella, con algunos de sus representantes dando respuestas negativas mientras que otros aportaban puntos de vista neutrales o incluso favorables. El portavoz de Hamás, Fawzi Barhum, contó al diario Haaretz que “la cuestión no es un “sí” o un “no” de Hamás a la Iniciativa. Respetamos los esfuerzos árabes para garantizar los derechos palestinos y actuaremos en el consenso árabe. Sin embargo, el enemigo sionista sigue rechazando la Iniciativa de plano, y nosotros no determinaremos nuestra posición con respecto a ella hasta que haya sido aceptada”. Uno de los líderes de Hamás, Khaled Meshal, ridiculizó los intentos de la Autoridad Nacional Palestina de fomentar la Iniciativa mediante una campaña de publicidad y declaró: “Los derechos de los palestinos solo se pueden conseguir mediante la resistencia, no mediante los anuncios”.
En mayo de 2015, el expresidente de los Estados Unidos Jimmy Carter desveló tras un viaje a Israel y Palestina que el líder de Hamás Khaled Meshaal estaba dispuesto “a reconocer a Israel en las fronteras del 67 en el marco de la Iniciativa de Paz de la Liga Árabe”.

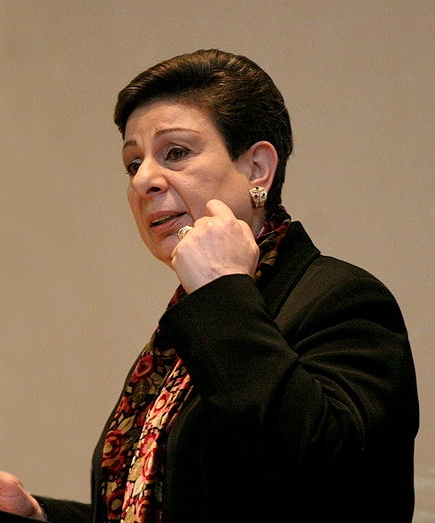
Hanan Ashrawi

#### Otras opiniones palestinas
Hanan Ashrawi, diputada palestina independiente y portavoz jefe de la delegación palestina en la Conferencia de Paz de Madrid, ha mostrado ciertas reticencias con respecto a la Iniciativa de Paz Árabe, argumentando que para los palestinos sería perjudicial que los estados árabes normalizasen sus relaciones con Israel antes de que esta cumpliese su parte del acuerdo y abandonase los territorios ocupados en Palestina: 

“Eso es lo que Israel quiere. Hacer la paz con los llamados países árabes suníes moderados, normalizar su relación, y convertir la cuestión palestina en un asunto interno israelí. Es una garantía de que no habrá nunca una solución. Israel solo recibe pagos por adelantado. Lo toma todo y luego no hace nada”.

### Reacciones árabes
Numerosos políticos, jefes de Estado y comentaristas políticos árabes han mostrado su apoyo a la Iniciativa de Páz Árabe. Por ejemplo, los seis miembros del Consejo de Cooperación para los Estados Árabes del Golfo (Arabia Saudí, Kuwait, Baréin, Catar, Emiratos Árabes Unidos y Omán) expresaron su apoyo por la Iniciativa el 20 de mayo de 2002, durante una reunión consultiva que tuvo lugar en Dammam.  

#### Arabia Saudí

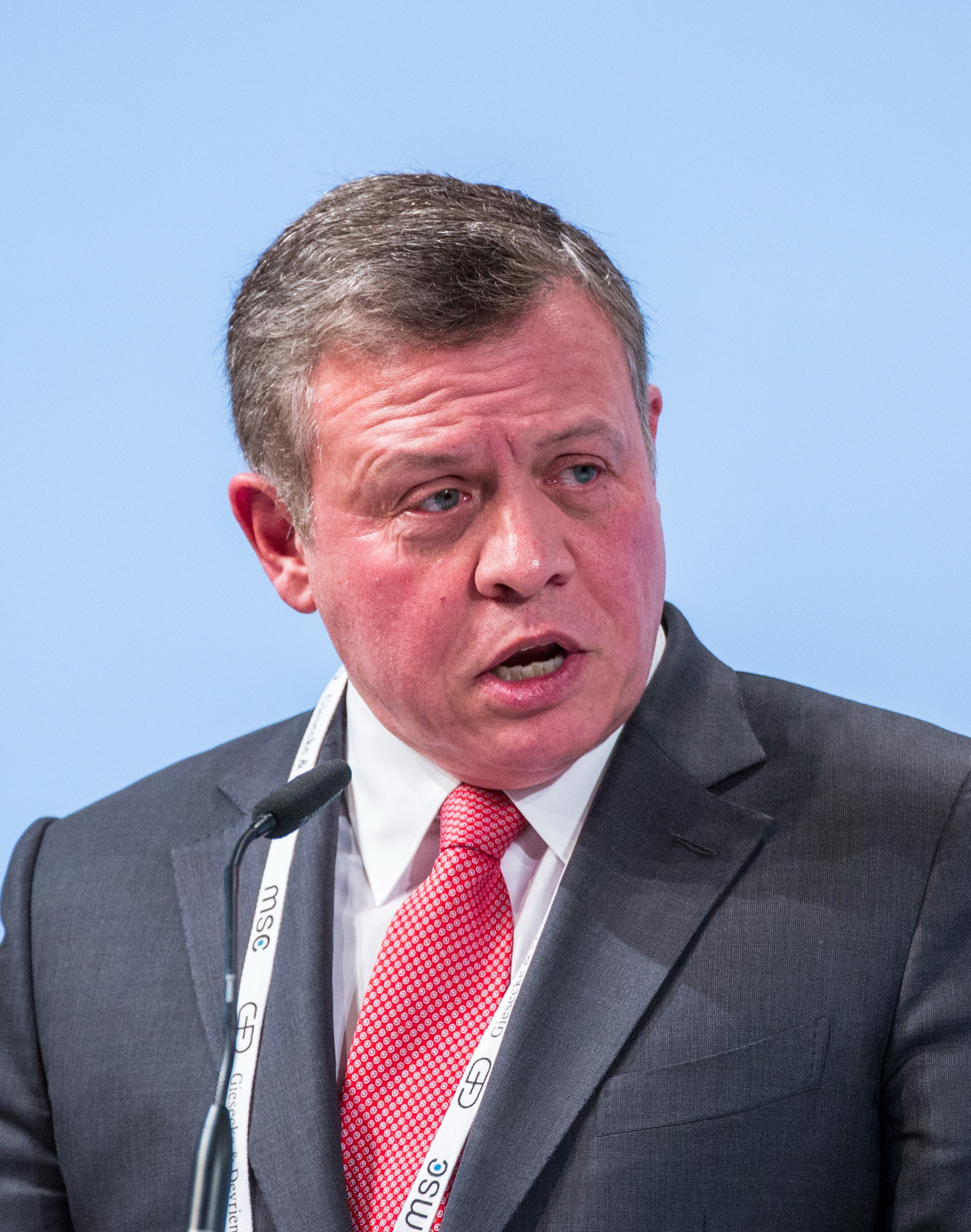
Abdalá II de Jordania

El ministro de Asuntos Exteriores saudí, Turki al-Faisal, escribió en The Washington Post a favor de la Iniciativa poco después de la victoria electoral de Barack Obama en 2008. Entre otras cosas, afirmó que “hay motivos para ser optimista” y que “la mejor medicina prescrita hasta ahora para el conflicto palestino-israelí es la Iniciativa de Paz Árabe”. También declaró que el plan suponía pagar “un alto precio por la paz” desde el punto de vista árabe.

#### Jordania
Marwan Muasher, exministro de Asuntos Exteriores de Jordania y primer embajador jordano en Tel Aviv, describió la Iniciativa en Haaretz en 2008 como “un documento histórico que ofrecía una fórmula no solo para terminar con el conflicto palestino-israelí, sino también con el más amplio y prolongado conflicto árabe-israelí, y para conseguir una paz colectiva, seguridad para todos y relaciones normales con Israel. (…) Desafortunadamente, la Iniciativa de Paz Árabe no fue tomada en serio por los dos actores cuyo apoyo y respaldo resultaban cruciales para su implementación: ni Israel ni los Estados Unidos respondieron con algo más que palabras vacías”. El rey Abdalá II de Jordania defendió la Iniciativa en el Parlamento Europeo el 18 de abril de 2012, señalando que “no se puede perder otra generación palestina desesperada por la paz" y que "harán falta muchas décadas para volver a tener un plan árabe que ponga fin al conflicto", tras lo que añadió que “hace 10 años que los Estados árabes hablan al unísono por la paz”.

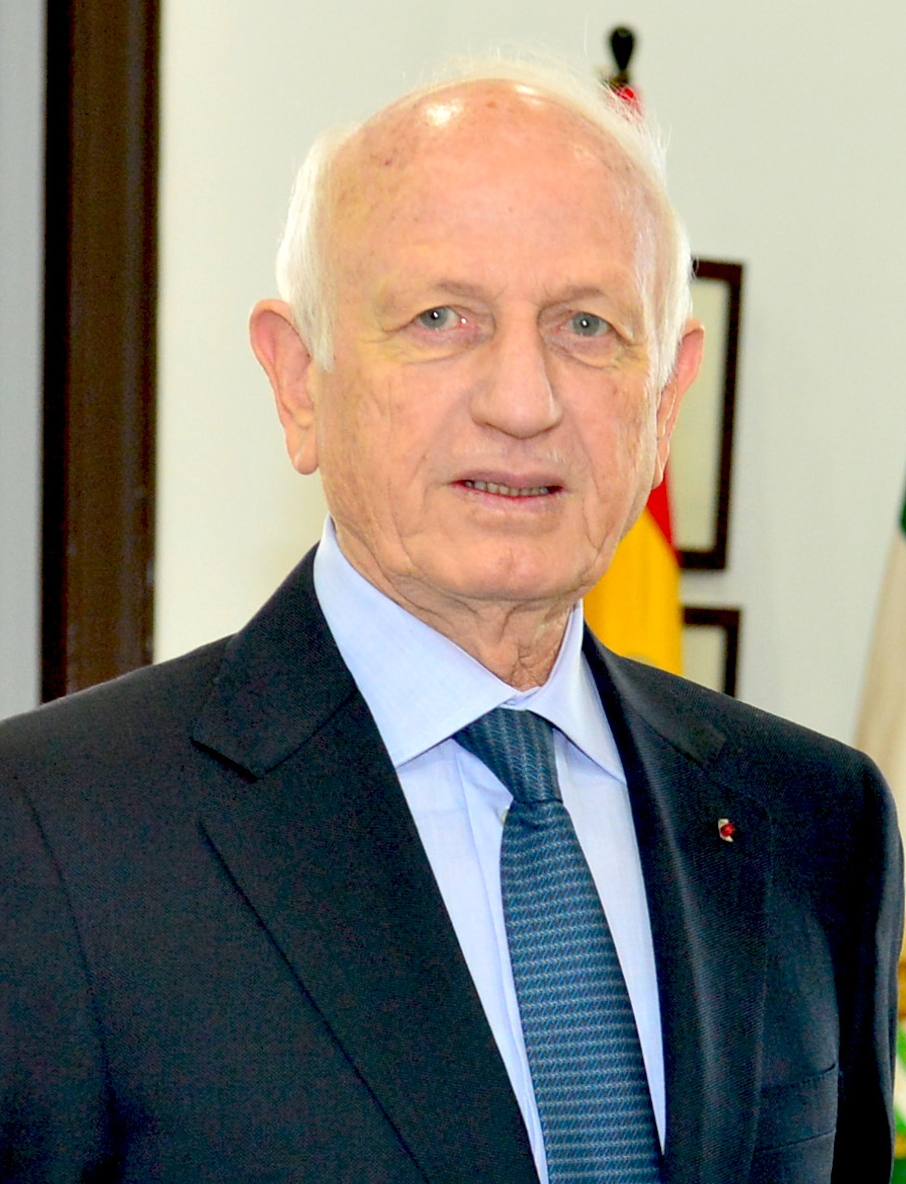
André Azoulay

#### Marruecos
Marruecos también expresó su apoyo a la Iniciativa a través de André Azoulay, un consejero judío sefardí del rey Mohamed VI. El 28 de octubre de 2008, Azoulay declaró en una conferencia en Tel Aviv: “Soy un judío con un compromiso. Soy un judío árabe. Aconsejo al rey de Marruecos. (…) La mayor parte de los árabes ven a Israel como la parte que evita el establecimiento de una paz duradera, no a los árabes. (…) [La Iniciativa de Paz Árabe] es algo que los israelíes deseaban hace diez años, pero ¿quién la conoce hoy en día en Israel? ¿Quién cogerá la iniciativa y la explicará? El momento apropiado no durará para siempre. Esta es una situación peligrosa. Mañana, algo podría suceder en Cisjordania y reventar la propuesta en pedazos, y entonces tendremos que esperar otra vez”.

#### Egipto
En junio de 2009, el dictador egipcio Hosni Mubarak reiteró su apoyo a la Iniciativa de Paz Árabe. También afirmó que la iniciativa no significa reconocer el derecho a existir de Israel, dado que esto supondría renunciar al derecho de retorno de los refugiados palestinos. En octubre de 2014, en una conferencia para recaudar dinero para la reconstrucción de la Franja de Gaza tras la guerra de 2014, el presidente y dictador egipcio Abdelfatah Al-Sisi propuso recuperar la Iniciativa de Paz Árabe como complemento a los esfuerzos de reconstrucción.

#### Líbano
El presidente del Líbano, Michel Sleiman, hizo comentarios laudatorios y llamó a la comunidad internacional a presionar a Israel para que acepte la Iniciativa de Paz. En cuanto a las reacciones negativas, Mohammad Raad, líder del grupo parlamentario de Hezbolá en el Parlamento libanés, condenó la Iniciativa de Paz Árabe calificándola de una “opción que no puede seguir siendo promovida en el mundo árabe y musulmán”. El jeque Naim Qassem, otro de los líderes de Hezbolá, hizo comentarios similares.

### Reacciones internacionales
Un elevado número de organizaciones internacionales, jefes de Estado y analistas políticos han alabado la Iniciativa de Paz Árabe durante los últimos años. Por ejemplo, el Secretario General de las Naciones Unidas, Ban Ki-moon, ha reiterado su apoyo en numerosas ocasiones; por ejemplo, en la cumbre de la Liga Árabe de 2007 declaró: “La Iniciativa de Paz Árabe es uno de los pilares del proceso de paz. Respaldada en la Hoja de Ruta para la Paz, la Iniciativa envía una clara señal de que el mundo árabe también anhela la paz. Aquí en Riad os urjo, amigos árabes, a usar esta cumbre para reafirmar vuestro compromiso con la Iniciativa. Debemos construir sobre estas nuevas sensaciones de potencial. El status quo es peligroso, pero hay signos positivos. La formación de un Gobierno de Unidad Nacional en Palestina y la perspectiva de un diálogo palestino-israelí ofrece una expectativa de esperanza. A la misma vez, el Cuarteto se ha revitalizado y la Iniciativa de Paz Árabe sugiere un nuevo camino para la región”.
El Cuarteto de Madrid apoyó oficialmente la Iniciativa de Paz Árabe el 30 de abril de 2003 y reconoció su importancia en la Hoja de Ruta para la Paz. Un comunicado conjunto hecho público por el Cuarteto el 30 de mayo de 2007 afirmaba que “la Iniciativa se ve reconocida en la Hoja de Ruta como un elemento de vital importancia en los esfuerzos internacionales para avanzar en la consecución de una paz regional”. China también apoya la Iniciativa de Paz Árabe.

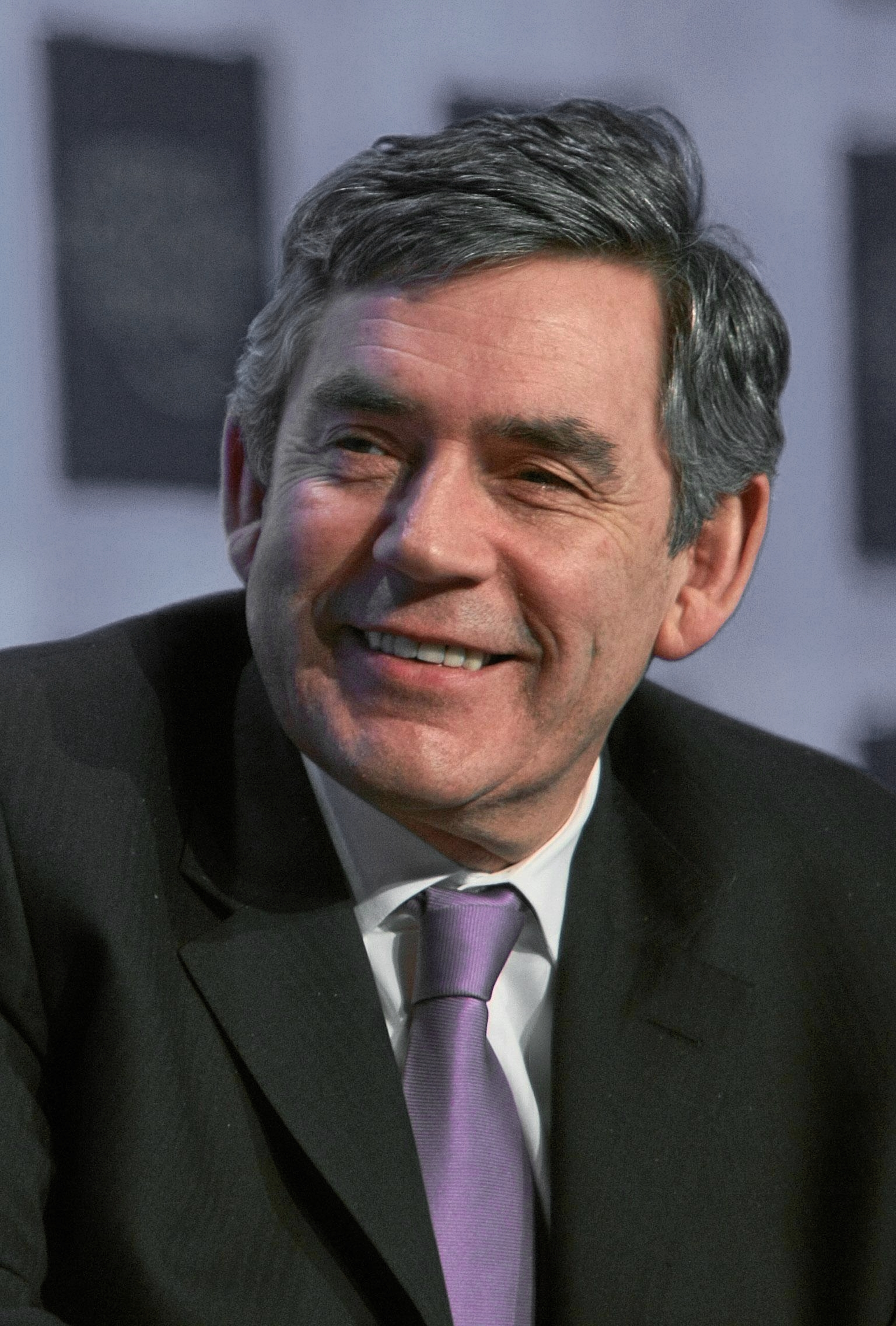
Gordon Brown

El primer ministro británico Gordon Brown también hizo público su apoyo a la Iniciativa durante una rueda de prensa concedida el 15 de diciembre de 2008 en el London Business Forum on Trade and Investment with Palestine, declarando: “creo que es importante reconocer que la Iniciativa de Paz Árabe (…) es un avance muy importante”. A su vez, el ministro de Asuntos Exteriores británico David Miliband reiteró su apoyo el 24 de noviembre de 2008 en un discurso en Abu Dabi: “[La Iniciativa de Paz Árabe] fue y sigue siendo uno de los acontecimientos más significativos y prometedores desde el inicio del conflicto”. 
Los 57 Estados miembro de la Organización para la Cooperación Islámica han expresado su apoyo a la Iniciativa de Paz Árabe y han reafirmado dicho apoyo en prácticamente todas las cumbres realizadas desde entonces. Por otro lado, el grupo de presión proisraelí AIPAC se ha opuesto formalmente a la Iniciativa, a la que se refiere como un “ultimátum”.
La jefa de la diplomacia europea, Federica Mogherini, declaró en mayo de 2015 en una cumbre en Doha: “Un compromiso para reactivar la Iniciativa de Paz Árabe puede ser crucial para reanudar, tanto en el marco regional como el internacional, el proceso de paz”. Poco después, en febrero de 2016, reiteró el apoyo de la Unión Europea a la iniciativa al declarar: “Hemos decidido trabajar juntos de inmediato en el informe [para reanudar las conversaciones de paz], que incluirá recomendaciones para relanzar la perspectiva de los dos Estados” (…) “Actuaremos en coordinación con el Consejo de Seguridad de la ONU y con los principales actores regionales: Jordania, Egipto, Arabia Saudí, sobre la base de la Iniciativa de Paz Árabe”.

## Apoyo de los analistas de Oriente Medio
La Iniciativa de Paz Árabe ha recibido el apoyo de un gran número de analistas especializados en Oriente Medio. El 9 de abril de 2007, poco después de que la Liga Árabe decidiese relanzar la Iniciativa en su cumbre de Riad, Noam Chomsky comentó: 

“El plan de la Liga Árabe va más allá de las versiones anteriores de ese consenso internacional que pide la plena normalización de relaciones con Israel. Por ahora, los Estados Unidos e Israel no pueden simplemente ignorarlo, porque las relaciones entre los Estados Unidos y Arabia Saudí son demasiado tenues y por las catastróficas consecuencias de la invasión de Irak (y la gran preocupación en la zona en torno a la posibilidad de que Estados Unidos prosiga con un ataque sobre Irán, algo a lo que la región, salvo Israel, se opone con fuerza). Así pues, los Estados Unidos e Israel se están separando ligeramente de su rechazo unilateral extremo, al menos en la retórica, aunque no en el contenido.”

El analista de The New York Times Thomas Friedman escribió en 2007: 

“Lo que más necesita el moribundo proceso de paz palestino-israelí hoy en día es un avance emocional. Otra declaración árabe que solo reafirme la iniciativa de Abdalá [el rey saudí] no lo conseguirá. Si el rey Abdalá quiere liderarlo –y si tiene la integridad y la credibilidad para hacerlo-, tendría que volar desde la cumbre de Riad hasta Jerusalén y entregar su oferta de paz directamente al pueblo israelí. Eso es lo que el egipcio Anwar el-Sadat hizo cuando forjó su éxito. Si el rey Abdalá hiciera lo mismo, podría terminar con este conflicto de una vez por todas. Sugiero humildemente que haga cuatro paradas. Su primera parada debería ser en la Mezquita de Al-Aqsa, en Jerusalén Este, el tercer lugar más sagrado del islam. Allí él, el custodio de La Meca y Medina, podría reafirmar las reivindicaciones musulmanas sobre Jerusalén Este rezando en Al Aqsa. Desde allí, podría viajar a Ramala y dirigirse al Parlamento palestino, al que aclararía que su iniciativa tiene como objetivo dar a los palestinos cierta influencia para ofrecer la paz a Israel con todo el mundo árabe a cambio de una retirada completa. Y podría añadir que el mundo árabe apoyará cualquier acuerdo al que los palestinos lleguen con Israel en torno al retorno de los refugiados o al intercambio de tierras –para que algunos de los asentamientos pudieran permanecer en Cisjordania a cambio de que los palestinos obtuviesen partes de Israel. Desde allí, el rey Abdalá podría viajar en helicóptero hasta Yad Vashem, el monumento en homenaje a los seis millones de judíos muertos en el Holocausto. Una visita a este lugar sellaría el acuerdo con los israelíes y dejaría claro que el mundo musulmán rechaza el negacionismo iraní del Holocausto. Entonces podría ir al Parlamento israelí y presentar formalmente su iniciativa de paz."

El 21 de noviembre de 2008, los periodistas Brent Scowcroft y Zbigniew Brzezinski escribieron un artículo en The Washington Post en el que apoyaban partes de la iniciativa, aunque añadían condiciones que hasta ahora han sido rechazadas por los estados árabes que proponen este acuerdo: 

"Los principales elementos de un acuerdo son bien conocidos. Un elemento clave en cualquier iniciativa sería que el presidente de los Estados Unidos declarase públicamente cuáles deberían ser los parámetros básicos de una paz justa y duradera. Estos deberían contener cuatro elementos principales: las fronteras de 1967 con modificaciones menores, recíprocas y consensuadas; compensaciones a cambio del derecho de retorno de los refugiados palestinos; Jerusalén como la ubicación real de dos capitales; y un Estado de Palestina desmilitarizado. Algo más sería necesario para cubrir las necesidades de seguridad israelíes en caso de ceder el territorio a un gobierno palestino incapaz de asegurar a Israel el fin de la actividad terrorista. Esto se podría solucionar con el despliegue de una fuerza de paz internacional, por ejemplo una de la OTAN, que no solo reemplazara a las fuerzas de seguridad israelíes sino que también entrenara a las fuerzas palestinas para hacerlas más efectivas."

Henry Siegman, exmiembro Sénior y Director de Proyecto Estados Unidos/Oriente Medio del Council on Foreign Relations y exdirector ejecutivo del Congreso Judío Estadounidense, escribió en el Financial Times el 26 de abril de 2007: 

"La cumbre de la Liga Árabe de ayer en El Cairo no tiene precedentes en cuanto a su apertura hacia Israel, ofreciéndose a recibir a los representantes israelíes para clarificar la iniciativa de paz que la Liga relanzó en su cumbre de Riad del 28 de marzo. Ambos eventos subrayan el giro completo que ha dado el paradigma que durante tanto tiempo había definido el conflicto palestino-israelí. (…) La respuesta israelí a este cambio tectónico en la psicología y la política árabe fue peor aún que el rechazo: fue la completa indiferencia, como si este giro de 180 grados en el pensamiento árabe no tuviera significado alguno para Israel y para su futuro en la región. El primer ministro Ehud Olmert y su gobierno han rechazado cada oferta de paz árabe, ya sea de Arabia Saudí, Siria, la Liga Árabe o Mahmoud Abbas, el presidente palestino. Las políticas de Ariel Sharon y de Olmert durante estos últimos siete años han creado un nuevo paradigma en el que Israel es el bando que rechaza los acuerdos. Los Tres Noes de Jartum se han visto reemplazados por los Tres Noes de Jerusalén: no a las negociaciones con Siria, no a la aceptación de la Iniciativa de Paz Árabe y, sobre todo, no a las conversaciones de paz con los palestinos."

Ian Black, el editor de Oriente Medio del diario británico The Guardian, escribió el 18 de octubre de 2008 que:

"La ignorancia es parte del problema. Como alguien bromeó en su día, puedes despertar a un israelí de una cierta edad a las tres de la madrugada, decir la palabra “Jartum” e inmediatamente la identificará con la cumbre que, inmediatamente después de la guerra de 1967, enunció en la capital sudanesa los tres famosos noes –no a la paz, no al reconocimiento, no a las negociaciones con Israel (que conformaron el consenso árabe durante los siguientes 20 años, con la excepción de Egipto). Pero el plan saudí, que propone exactamente lo contrario, todavía es probable que genere miradas perdidas. Ehud Olmert, el primer ministro saliente de Israel, tergiversó la iniciativa árabe caracterizándola como un decreto “tómalo o déjalo”, afirmando que exigía el regreso de millones de refugiados palestinos –una línea roja para cualquier gobierno israelí- cuando de hecho solo habla de alcanzar “una solución justa”. Tampoco excluye las negociaciones sobre intercambios territoriales, por ejemplo, para que los palestinos pudieran obtener territorio que les compensase por las zonas de las que los asentamientos israelíes posteriores a 1967 no pueden moverse."

Jonathan Friedland, escribiendo también para The Guardian, dijo el 17 de diciembre de 2008:

"Hay problemas con el plan árabe. Por ejemplo, no ha llevado consigo un programa de diplomacia pública, nadie ha dado la cara por él en público. No tiene equivalente a la visita sin precedentes de Anwar el-Sadat a Israel en la que probaba cuan sincero era su deseo de paz. ¿Y cómo funcionaría en la práctica? (…) Y aun así, la lógica que hay tras ella es convincente. Ahora mismo, los palestinos no tienen bastante que ofrecer a Israel para que este haga los sacrificios necesarios para un acuerdo de paz. Pero un acuerdo con todo el mundo árabe, eso sí sería un premio por el que valdría la pena ceder. Y, mientras que el liderazgo palestino actual es demasiado débil para conseguir acuerdos sobre, por ejemplo, Jerusalén, el apoyo unitario de todo el mundo árabe daría a los palestinos toda la cobertura que necesitan."

De igual manera, el mismo día que se relanzó la Iniciativa de Paz Árabe en la cumbre de 2007, Donald MacIntyre escribió para The Independent: 

"La declaración de Beirut a favor de una solución de dos estados para el conflicto marcó un punto de partida histórico, incluso para los estados más radicales. Sin embargo, llegó en el pico más sangriento de la intifada y fue ignorado por los Estados Unidos y rechazado por el gobierno israelí de Ariel Sharon. La atmósfera ahora es muy distinta."

El Oxford Research Group organizó una reunión en octubre de 2008 a la que asistieron numerosos políticos y analistas para debatir sobre la Iniciativa de Paz Árabe. Un informe publicado en noviembre de 2008 resumía las conclusiones de la reunión, entre las que se mencionaba: 

"La Iniciativa de Paz Árabe es un documento excepcional e histórico que revierte de manera efectiva los tres noes de la cumbre árabe de Jartum de 1967 (no a la paz, no al reconocimiento, no a las negociaciones con Israel). Es la única propuesta de paz regional sobre la mesa y está considerada como la única opción que incluye las tres negociaciones bilaterales (de Israel con Siria, Líbano y Palestina) dentro de un marco general multilateral. Ha vuelto a ser aprobada en la cumbre de Damasco de 2008. Hubo un consenso en torno a que la Iniciativa de Paz Árabe ofrece un principio de acuerdo que está muy en línea con el interés estratégico de Israel. Fue considerado un trato que los fundadores del Estado de Israel habrían abrazado sin duda con su valentía característica, y que habrían negociado con vigor. Los participantes estuvieron de acuerdo con que no hay un marco alternativo que pueda garantizar de una manera efectiva el futuro de un estado judío y democrático sobre el 78% del territorio del Mandato británico de Palestina en el contexto del reconocimiento y la cooperación regional."

En su blog sobre Oriente Medio, Scott McLeod, analista del semanario estadounidense Time, escribió el 8 de enero de 2009: 

"Prueba de la falta de interés de los gobiernos israelí y estadounidense en el proceso de paz de Oriente Medio fue que cuando la Liga Árabe adoptó un histórico y completo plan de paz en Beirut en 2002, dichos gobiernos lo ignoraron o incluso se burlaron de él. (...) Aun así, considerando el estado de guerra que persiste entre Israel y la mayoría de los Estados árabes desde hace 61 años, la Iniciativa Árabe de 2002 es importante y debe ser usada como base para un esfuerzo serio que lleve por fin la paz a Oriente Medio. (...) Pero esto no va a suceder. Los árabes ofrecieron la iniciativa de paz como un esfuerzo sincero de terminar con un conflicto que ha causado una destrucción innecesaria a lo largo de la región durante décadas. De hecho, los árabes están diciendo: "Vale, no hemos podido eliminar a Israel, ya basta. Aceptamos a Israel ahora, así que sigamos adelante". En el mundo árabe, solo Hamás y Hezbolá, con el respaldo de Teherán, rechazan la Iniciativa de Paz Árabe."

El 26 de marzo de 2012, en la víspera del décimo aniversario de la primera aprobación de la iniciativa, Akiva Eldar, periodista del diario israelí Haaretz, describió la ausencia de una adecuada respuesta israelí a la propuesta árabe como parte de la “mayor oportunidad perdida” por su país.
El 3 de enero de 2018, Javier Solana, exSecretario General de la OTAN y exAlto Representante del Consejo para la Política Exterior y de Seguridad Común de la Unión Europea, escribió en un artículo en el diario EL PAÍS: 

"El camino hacia una solución basada en el establecimiento de dos Estados debe partir de la Iniciativa de Paz Árabe. En esencia, esta iniciativa estipula que la Liga Árabe reconocería a Israel a cambio de su regreso a las fronteras pre-1967, si bien podría contemplarse un enfoque más gradual y operativo. La solución biestatal —que garantizaría que Israel pudiese preservar su carácter judío y democrático, y debería garantizar la viabilidad del Estado palestino— sigue representando la salida más creíble al conflicto árabe-israelí, y por tanto no debemos renunciar a ella."